# 1997 à la télévision
| Années de la télévision : 1994 - 1995 - 1996 - 1997 - 1998 - 1999 - 2000    |
| Décennies de la télévision : 1960 - 1970 - 1980 - 1990 - 2000 - 2010 - 2020 |

Cet article présente les faits marquants de l'année 1997 à la télévision.

## Évènements
- Mars 1997 : Le gouvernement Jospin impose la fusion de La Sept-ARTE avec La Cinquième, qui se partagent le même canal de diffusion. Jean-Marie Cavada démissionne et Jérôme Clément, président d’ARTE, devient PDG de La Cinquième.

- Juillet 1997 : naissance de la chaîne Histoire, une chaîne du Groupe TF1.
- 22 mars 1997 : Naissance de la chaîne Disney Channel (France), déclinée de la chaîne créée en 1983 aux États-Unis.
- 8 septembre 1997 : Lancement de plusieurs chaînes de télévision spécialisées québécoises, dont LCN.
- 24 septembre 1997 : Naissance de Cartoon Network, chaîne de télévision thématique française pour enfants et adolescents.

## Émissions
- 1er janvier : Drôle de jeu (TF1)
- 4 janvier : L'Aventure humaine (Arte)
- Été 1997 : un nouveau jeu Mokshû Patamû, fait son apparition sur TF1. Il ne sera diffusé que pendant l'été.
- Septembre : Y'a pas photo (TF1)
- 1er septembre : TF! (TF1) remplace Club Dorothée arrêté le 29 août
- 26 novembre : Des racines et des ailes (France 3)
- Jeux sans frontières (France 2)
- Y'a Pire Ailleurs (France 3)
- Jangal (La Cinquième, magazine de l'environnement)

## Fin de série
- 8 février : Sailor Moon
- 28 mars : The City (1 saison)
- 1er mai : Martin (5 saisons)
- 20 mai : Roseanne (9 saisons)
- 9 juin : Mariés, deux enfants (11 saisons)
- 14 juin : Loïs et Clark (4 saisons)
- 30 août : Cooper et nous (5 saisons)
- 24 novembre : Power Rangers : Turbo
- 28 novembre : Beavis et Butt-Head (7 saisons)

## Séries télévisées
- Alyssa Milano rejoint la distribution de Melrose Place.
- 31 mars : Début de la série pour enfants Les Teletubbies sur la BBC.
- Diffusée pour la première fois au Japon, la série animée Pokémon reprend et développe l'univers de la série de jeux vidéo du même nom.
- 13 août : Un nouveau dessin animé nommé South Park lance son premier épisode de la première saison nommé Cartman a une sonde anale (Cartman Gets an Anal Probe en version originale).
- Début de la serie Buffy contre les vampires.
- Début de Joséphine, ange gardien
- 27 avril : ABC diffuse la mini-série Shining.
- 30 avril : Début de la diffusion du dessin animé Enigma sur M6 dans M6 Kid.
- 1er septembre : Début de la diffusion de Beetleborgs en France sur TF1 dans l'émission TF! Jeunesse.
- 3 septembre : Début de la diffusion de La Grande Chasse de Nanook et Les Petites Sorcières sur TF1 dans l'émission TF! Jeunesse.
- 6 septembre : La série d'animation française Les Zinzins de l'espace commence sa diffusion sur France 3 dans l'émission Les Minikeums.

## Distinctions

### Emmy Awards(États-Unis)
- Série télévisée dramatique de prime time : New York, police judiciaire
- Actrice dans une série télévisée dramatique : Gillian Anderson pour le rôle de Dana Scully dans X-Files : Aux frontières du réel
- Scénario et réalisation pour une série télévisée dramatique : Mark Tinker pour l'épisode Where’s Swaldo? de la série New York Police Blues (NYPD Blue)
- Actrice dans une série télévisée comique : Helen Hunt pour le rôle de Jamie Buchman dans Dingue de toi

### 7 d'or(France)
- Meilleur feuilleton : L'Allée du Roi de Nina Companeez (France 2)

## Principales naissances
- 29 Janvier : Arón Piper, acteur allemano-espagnol
- 3 Mars : Camila Cabello, chanteuse américaine
- 12 mars : Allan Saint-Maximin, footballeur français.

- 21 mars : Martina Stoessel, actrice et chanteuse argentine
- 15 avril : Maisie Williams, actrice britannique
- 11 mai : Lana Condor, actrice américaine
- 12 mai : Frenkie de Jong, footballeur néerlandais
- 15 mai : Ousmane Dembélé, footballeur international français
- 17 juin : K.J. Apa, acteur et chanteur néo-zélandais
- 10 août : Kylie Jenner, actrice et mannequin américaine
- 30 septembre : Max Verstappen, pilote de Formule 1
- 6 octobre : Théo Hernandez, footballeur français
- 7 octobre : Nicole Maines, actrice transgenre américaine
- 8 octobre : Bella Thorne, danseuse, actrice et mannequin américaine
- 16 octobre : Charles Leclerc, pilote de Formule 1

## Principaux décès
- 21 janvier : André Cellier, acteur français (° 1926).
- 24 juin : Brian Keith, acteur américain (° 14 novembre 1921).
- 4 août : Jeanne Calment, doyenne française
- 27 octobre : François-Henri de Virieu, journaliste français (° 18 décembre 1931).